# Долина ірисів (Вінницька область)
Доли́на іри́сів — ботанічний заказник місцевого значення в Україні. Об'єкт природно-заповідного фонду Вінницької області. 

## Опис
Розташований у межах Могилів-Подільського району Вінницької області, на північний захід від села Снітків, на території Снітківської сільської ради. 
Площа 13,7 га. Оголошений відповідно до рішення 20 сесії обласної ради №645 від 20.12.2013 року. Перебуває у віданні Снітківської сільської ради.
Статус надано для збереження заболоченої ділянки в долині річки Караєць, на якій зростають півники болотні (ірис), що занесені до «Загального переліку рідкісних та зникаючих видів судинних рослин і тварин Вінницької області, які потребують охорони».

## Галерея

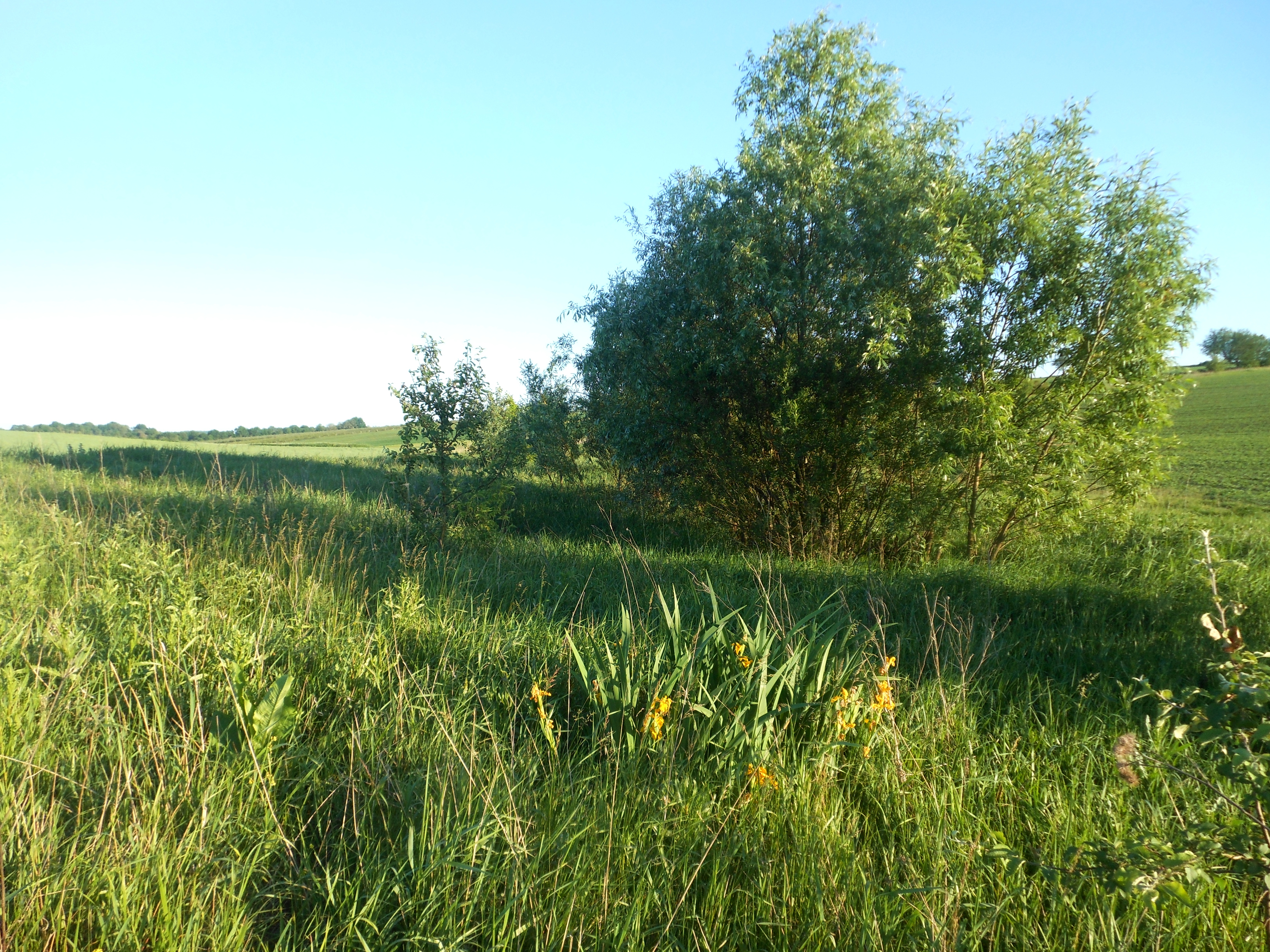
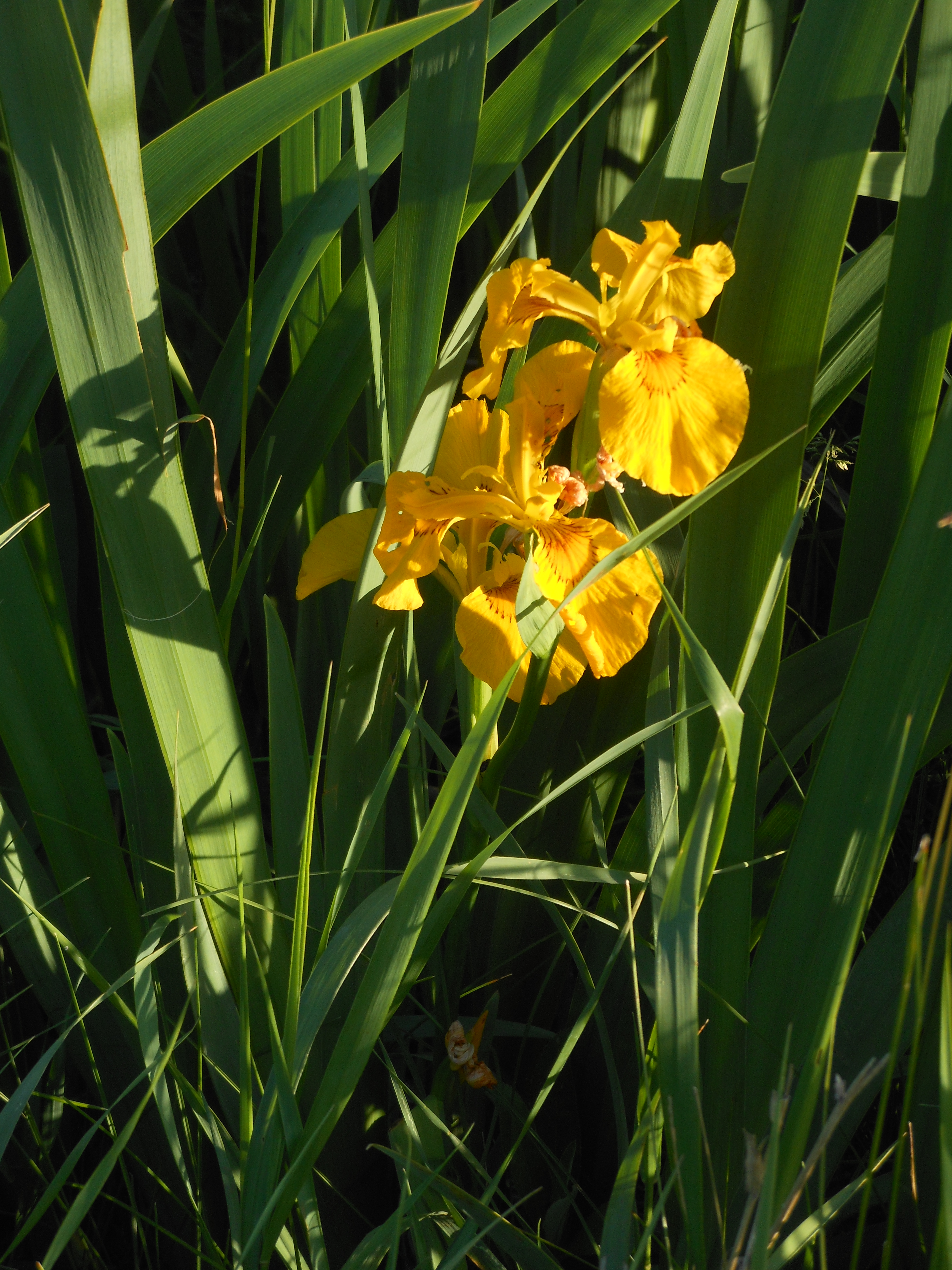
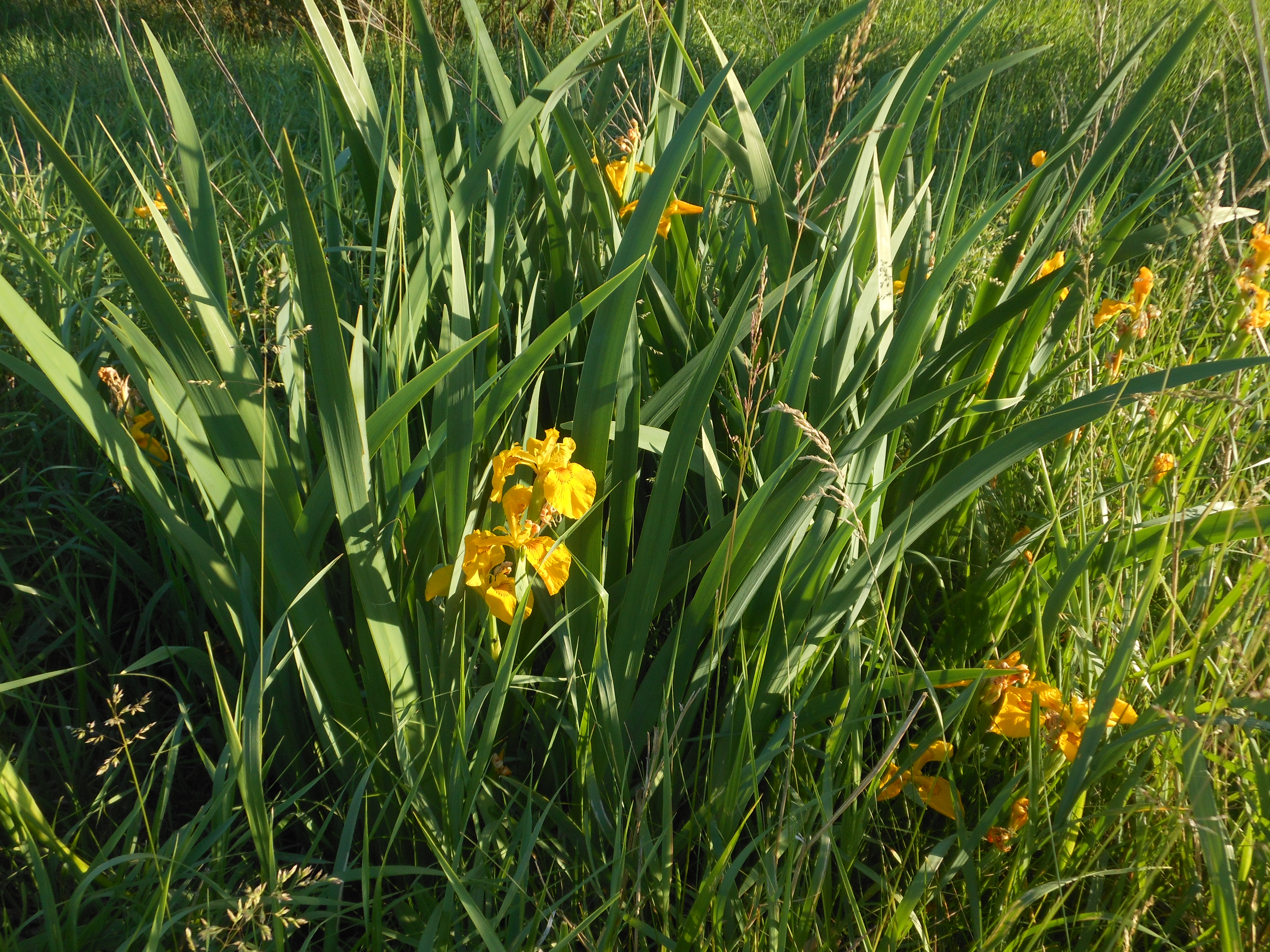